# هارمون واشنطن هيندريكس
هارمون واشنطن هيندريكس (بالإنجليزية: Harmon Washington Hendricks)‏ هو شخصية أعمال أمريكي، ولد في 1846، وتوفي في 1928.